# HD 16004
HD 16004 — бело-голубая звезда, находящаяся в созвездии Андромеда на расстоянии приблизительно 660,46 св. лет от Земли. Является двойной или кратной звездой. По состоянию на 2007 год, радиус звезды оценивается в 1,83 солнечного радиуса. Исходя из отрицательной радиальной скорости, звезда приближается к Солнцу. Планет у HD 16004 обнаружено не было. Звезда видима невооружённым глазом на ночном небе.